# 马格德堡公国
马格德堡公国（德語：Herzogtum Magdeburg）是1680－1807年间位于神圣罗马帝国下萨克森行政圈的一个公国，其在1701年以前从属于勃蘭登堡侯國，而自1701年后又从属于普魯士王國。马格德堡公国的前身是世俗化前的马格德堡大主教区，公国的首都是马格德堡和哈雷。1807年，马格德堡公国在拿破崙戰爭中被解散，其领土后于1815年被并入普鲁士的萨克森省。